# بيل 309 كينغ كوبرا
بيل 309 كينغ كوبرا (بالإنجليزية: Bell 309 KingCobra)‏ هي مروحية هجومية تجريبية، بنيت استنادا إلى إيه إتش-1 كوبرا، أنتجت في الولايات المتحدة. من صناعة بيل للمروحيات. كان أول طيران لها في 10 سبتمبر 1971. صنع منها 2 طائرة.